# Шакин, Алексей Юрьевич
Алексе́й Ю́рьевич Ша́кин (род. 6 августа 1984) — казахстанский футболист, полузащитник.

## Карьера
Воспитанник алматинского ЦСКА.
С 2002 по 2004 годы играл в первой лиге страны за ЦСКА-Жигер, «Каспий» (Актау) и «Карасай-Сарбаздары». В последнем клубе сыграл 21 матч и забил 16 голов.
В 2005 году получил предложение поиграть в клубе казахстанской суперлиги «Восток». Провёл в команде за сезон 28 игр и забил 9 голов, начал привлекаться в молодёжную сборную Казахстана.
С 2006 по 2008 годы выступал за павлодарский «Иртыш». С «Иртышом» стал бронзовым призёром чемпионата Казахстана 2008 года.
Перейдя в 2009 году в «Атырау», выиграл с командой Кубок Казахстана. Потом перешёл из «Атырау» в «Иртыш», затем в алматинский «Кайрат». В 2012 году пришёл на помощь «Востоку», который вылетел в первую лигу. Помог клубу вернуться в Премьер-лигу и сам вернулся в «Атырау».
Без него «Восток» опять вылетел в первую лигу и снова призвал Шакина в свои ряды. В турнире 2015 года команда заняла второе место за «Акжайыком», но переходный матч с «Жетысу» проиграла (0:1). Оргвыводы последовали сразу — руководители области (аким Даниал Ахметов) «с целью экономии бюджетных средств» объединили «Восток» с семейским «Спартаком» (клубы с долгой историей) и учредили новый клуб «Алтай» (Семей).
В январе 2016 года Алексей принял приглашение главного тренера «Алтая» Сергея Тимофеева, который поставил задачу выйти в Премьер-лигу. Шакин провёл прекрасный сезон, забив 14 голов в 26 матчах, и стал лучшим бомбардиром первой лиги. В переходном матче с «Таразом» открыл счёт и помог клубу победить и выйти в Премьер-лигу. Но по организационным недоработкам и финансовым причинам ФФК отказала «Алтаю» в лицензии на 2017 год и клуб был отправлен обратно в первую, а затем и во вторую лигу.
В начале сезона 2017 перешёл в другой клуб первой лиги — талдыкорганский «Жетысу», который тренировал Дмитрий Огай и который поставил задачу вернуться в Премьер-лигу. В апреле Шакин забил на последних минутах решающий гол в 1/8 финала Кубка Казахстана в ворота столичной «Астаны». И «Жетысу» выбил чемпиона страны и обладателя Кубка из турнира (2:1). Однако в дальнейшем игра у полузащитника не заладилась. Из-за жёсткой конкуренции в составе он сыграл в чемпионате всего 13 матчей и забил только один гол. «Жетысу» выполнил задачу, занял первое место и вернулся в Премьер-лигу, но Шакин по окончании сезона покинул клуб.
В феврале 2018 года Алексей подписал контракт с новым клубом «Алтай ВКО» (Семей), до этого выигравшим турнир второй лиги Казахстана 2017 с главным тренером Сергеем Тимофеевым, и поставившим цель с ходу выиграть и турнир первой лиги. В итоге команда заняла четвёртое место, а капитан Алексей Шакин вместе с молодым Дауреном Кайкибасовым стал лучшим бомбардиром клуба — по 11 голов. Правда, за грубость в последнем матче был дисквалифицирован на три игры и отбывать наказание будет уже в следующем сезоне.

## Достижения
«Иртыш»
- Бронзовый призёр чемпионата Казахстана: 2008

 «Атырау»
- Обладатель Кубка Казахстана: 2009

 «Восток»
- Победитель Первой лиги Казахстана: 2012

 «Алтай» (Семей)
- Победитель Первой лиги Казахстана: 2016 (лучший бомбардир турнира — 15 голов)

 «Жетысу»
- Победитель Первой лиги Казахстана: 2017